# Jauer (Schwarze Elster)
|  | Per a altres significats, vegeu «Jauer». |

El Jauer o en alt sòrab Jawora és un riu d'Alemanya que neix prop de Kaschwitz (Kašecy) i que desemboca a l'Schwarze Elster al nord de Deutschbaselitz (Němske Pazlicy) a l'Alta Soràbia a Saxònia.
El riu neix de dos rierols fonts, del qual el braç occidental alimenta uns vivers. A Nebelschutz alimenta un pantà i torç vers el nord. Al nord-est de Kamenz alimenta el Deutschbaselitzer Großteich (el pantà llarg de Deutschbaselitz) i desemboca a l'Schwarze Elster. Per tal de permetre la migració dels peixos, el riu contorna el pantà al sud-oest i només es connecta amb el pantà en cas de necessitat. El pantà té també més al nord un sobreeixidor que en certes mapes també éstà anomenat Jauer.